# Gansus yumenensis
Gansus yumenensis — вид викопних водних птахів, що мешкали у ранньому крейдяному періоді, близько 110 мільйонів років тому, на території сучасної провінції Ганьсу в західному Китаї. Він є найстарішим відомим членом групи Ornithurae, яка також включає в себе сучасні птахи (Neornithes) і ряд вимерлих груп, таких як Ichthyornithes і Hesperornithes.
Рід налічує один вид, Gansus yumenensis, представники якого були розміром з голуба, і ззовні нагадували сучасних гагар і качок. У них було багато спільних рис з сучасними птахами, а також збереглись деякі примітивні риси, такі як його пазуристі крила.
Всі птахи, що існують сьогодні, в тому числі таких різноманітних видів, як наприклад страуси, колібрі і орли, походять від базальних форм Ornithurae. Цілком можливо, що всі птахи походять від напівводних птахів, як Gansus. Gansus не обов'язково є прямим пращуром сучасних птахів, але може бути тісно пов'язаний з гіпотетичним предком сучасних птахів. Він є найстарішим з відомих сучасних птахів на даний момент.
Раніше він був відомий лише по одній знахідці, відкритої в 1981 році. П'ять добре збережених скам'янілостей цього птаха були виявлені в 2003—2004 роках у доісторичному озері в Ганьсу. Зразки мають залишки пір'я і перетинки між пальцями ніг.

## Ресурси Інтернету
- Waterfowl fossils fill in a big missing link. [Архівовано 11 травня 2012 у Wayback Machine.]
- Dinosaur-Era Birds Surprisingly Ducklike, Fossils Suggest. [Архівовано 21 лютого 2013 у Wayback Machine.]

| Гасторніс | Це незавершена стаття про викопних птахів. Ви можете допомогти проєкту, виправивши або дописавши її. |